# 长稃早熟禾
长稃早熟禾（学名：Poa dolichachyra），为禾本科早熟禾属下的一个植物种。